# 黑海豚
黑海豚（學名：Cephalorhynchus eutropia），或稱智利矮海豚，是黑白海豚属下的一種海豚，生活在南美洲智利沿海，在當地常被稱為“tonina” 。它是一種小型海豚，其皮膚為黑色，因而得名。其種群數量未知，一般見於淺海地區。

## 外部連接
- Whale and Dolphin Conservation Society（页面存档备份，存于）
- yaqu pacha - Organization for the Conservation of South American Aquatic Mammals（页面存档备份，存于）